# جيفرسون (ويسكونسن)
جيفرسون (بالإنجليزية: Jefferson, Wisconsin)‏ هي بلدة، مدينة من الدرجة الرابعة و مقر المقاطعة تقع في الولايات المتحدة في مقاطعة جيفرسون (ويسكونسن). يقدر عدد سكانها بـ 7,973 نسمة ومساحتها 15.36 كم2 وترتفع عن سطح البحر 244 متر.

## التركيبة السكانية
قام مكتب تعداد الولايات المتحدة بتحديد بيانات التركيبة السكانية لجيفرسون في تعداد الولايات المتحدة. في ما يلي، التركيبة السكانية حسب تعدادي 2000 و2010.

### تعداد عام 2000
بلغ عدد سكان جيفرسون 7,338 نسمة بحسب تعداد عام 2000، وبلغ عدد الأسر 2,816 أسرة وعدد العائلات 1,819 عائلة مقيمة في المدينة. في حين سجلت الكثافة السكانية 1,645.9 نسمة لكل ميل مربع (635.5/كم2). وبلغ عدد الوحدات السكنية 2,934 وحدة بمتوسط كثافة قدره 658.1 نسمة لكل ميل مربع (254.1/كم2).
وتوزع التركيب العرقي للمدينة بنسبة 94.28% من البيض و 0.55% من الأمريكيين الأصليين و 0.46% من الأمريكيين ذوي الأصول الآسيوية و 0.03% من سكان جزر المحيط الهادئ و 0.53% من الأمريكيين الأفارقة و 1.12% من عرقين مختلطين أو أكثر.
بلغ عدد الأسر 2,816 أسرة كانت نسبة 30.9% منها لديها أطفال تحت سن الثامنة عشر تعيش معهم، وبلغت نسبة الأزواج القاطنين مع بعضهم البعض 50.8% من أصل المجموع الكلي للأسر، ونسبة 10.2% من الأسر كان لديها معيلات من الإناث دون وجود شريك، وكانت نسبة 35.4% من غير العائلات. تألفت نسبة 28.3% من أصل جميع الأسر من أفراد ونسبة 12.0% كانوا يعيش معهم شخص وحيد يبلغ من العمر 65 عاماً فما فوق. وبلغ متوسط حجم الأسرة المعيشية 2.96، أما متوسط حجم العائلات فبلغ 2.41.
بلغ العمر الوسطي للسكان 36 عاماً. وكانت نسبة 22.8% من القاطنين تحت سن الثامنة عشر، وكانت نسبة 9.8% بين الثامنة عشر والأربعة وعشرون عاماً، ونسبة 31.4% كانت واقعةً في الفئة العمرية ما بين الخامسة والعشرون حتى والأربعة وأربعون عاماً، ونسبة 20.1% كانت ما بين الخامسة والأربعون حتى الرابعة والستون، ونسبة 16.1% كانت ضمن فئة الخامسة والستون عاماً فما فوق. يوجد لكل 100 أنثى 98.4 ذكر، ويوجد لكل 100 أنثى في الثامنة عشر من عمرها فما فوق 94.7 ذكر.
بلغ متوسط دخل الأسرة في المدينة 40,962 دولار، أما متوسط دخل العائلة فبلغ 47,737 دولار. وكان متوسط دخل الذكور 32,500 دولار مقابل 25,142 دولار للإناث. وسجل دخل الفرد الخاص بالمدينة 19,124 دولار. وكانت نسبة 5.4% من العائلات ونسبة 8.3% من السكان تحت خط الفقر،

### تعداد عام 2010
بلغ عدد سكان جيفرسون 7,973 نسمة بحسب تعداد عام 2010، وبلغ عدد الأسر 3,132 أسرة وعدد العائلات 1,989 عائلة مقيمة في المدينة. في حين سجلت الكثافة السكانية 1,393.9 نسمة لكل ميل مربع (538.2/كم2). وبلغ عدد الوحدات السكنية 3,378 وحدة بمتوسط كثافة قدره 590.6 لكل ميل مربع (228.0/كم2).
وتوزع التركيب العرقي للمدينة بنسبة 91.2% من البيض و 0.4% من الأمريكيين الأصليين و 0.7% من الأمريكيين ذوي الأصول الآسيوية و 0.1% من سكان جزر المحيط الهادئ و 0.7% من الأمريكيين الأفارقة و 1.5% من عرقين مختلطين أو أكثر.
بلغ عدد الأسر 3,132 أسرة كانت نسبة 32.5% منها لديها أطفال تحت سن الثامنة عشر تعيش معهم، وبلغت نسبة الأزواج القاطنين مع بعضهم البعض 47.8% من أصل المجموع الكلي للأسر، ونسبة 10.4% من الأسر كان لديها معيلات من الإناث دون وجود شريك، بينما كانت نسبة 5.3% من الأسر لديها معيلون من الذكور دون وجود شريكة وكانت نسبة 36.5% من غير العائلات. تألفت نسبة 29.8% من أصل جميع الأسر من أفراد ونسبة 13.2% كانوا يعيش معهم شخص وحيد يبلغ من العمر 65 عاماً فما فوق. وبلغ متوسط حجم الأسرة المعيشية 3.00، أما متوسط حجم العائلات فبلغ 2.42.
بلغ العمر الوسطي للسكان 37.5 عاماً. وكانت نسبة 24.4% من القاطنين تحت سن الثامنة عشر، وكانت نسبة 7.8% بين الثامنة عشر والأربعة وعشرون عاماً، ونسبة 27.8% كانت واقعةً في الفئة العمرية ما بين الخامسة والعشرون حتى والأربعة وأربعون عاماً، ونسبة 24.4% كانت ما بين الخامسة والأربعون حتى الرابعة والستون، ونسبة 15.7% كانت ضمن فئة الخامسة والستون عاماً فما فوق. وتوزع التركيب الجنسي للسكان بنسبة 49.8% ذكور و50.2% إناث.